# Raymond Rahme
Raymond Rahme (Johannesburg, 1945) is een Zuid-Afrikaanse professionele pokerspeler. Hij was de eerste Afrikaan die een finaletafel bereikte in het Main Event van World Series of Poker: hij eindigde als derde in de World Series of Poker 2007 en won $3.048.025. Hij verkreeg zijn deelname voor het Main Event door als vierde te eindigen in de All African Poker Championship, wat het grootste pokertoernooi ooit was op het Afrikaanse continent. In juni 2008 bracht hij dit toernooi zelfs op zijn naam. Door deze prestatie heeft hij meer geld gewonnen dan elke andere Afrikaanse pokerspeler
Momenteel maakt hij deel uit van een door PokerStars gesponsorde groep pokerprofessionals genaamd 'Team PokerStars'. Hij speelt online onder de naam 'RayRahme'.
Rahme won tot en met juni 2014 meer dan $3.500.000 gewonnen in live-toernooien.